# Іса Акаєв
Наріман Наркетович Білялов більш відомий як Іса Акаєв (нар. Узбекистан) — український громадський активіст, доброволець, військовослужбовець, молодший сержант Головного управління розвідки Міністерства оборони України, учасник російсько-української війни. Кавалер ордена «За заслуги» III ступеня (2021).

## Життєпис
У 1944 році його дідусів, бабусь і батьків депортували з Криму до Узбекистану, де він народився й здобув фах інженера-будівельника. На початку 1990-х вони повернулися на родинну батьківщину.
Учасник Євромайдану.
У 2014 році після захоплення росіянами Криму, він покинув півострів та записався добровольцем у батальйон «Дніпро-1». Без бойового досвіду він заснував та очолив добровольчий батальйон «Крим», разом з яким захищав Маріуполь та брав участь у боях за Савур-могилу. Згодом демобілізувався. Допомагав співвітчизникам на материковій частині Україні. Займався популяризацією кримськотатарських традицій на Вінниччині.
Від 2021 — голова БО «Благодійний фонд "Кримли"». Заступник голови громадської організації «Ветан» (м. Вінниця).
З початком повномасштабного російського вторгнення в Україну знову на фронті. Учасник боїв за Київщину, Запорізький та Херсонський напрямки і Бахмут.
24 жовтня 2022 року оголошений в розшук російськими окупантами в Криму.

## Нагороди
- орден «За заслуги» III ступеня (23 серпня 2021) — за значний особистий внесок у державне будівництво, зміцнення обороноздатності, соціально-економічний, науково-технічний, культурно-освітній розвиток Української держави, вагомі трудові досягнення, багаторічну сумлінну працю та з нагоди 30-ї річниці незалежності України[8].